# Gelber Langfühler
Der Gelbe Langfühler, wissenschaftlicher Name Nematopogon swammerdamella, gehört zur Gattung Nematopogon aus der Familie der Langhornmotten (Adelidae).

## Merkmale

### Imagines
Nematopogon swammerdamella erreicht eine Flügelspannweite von 18 bis 21 bzw. 19 bis 22 Millimetern. Sie ist damit die größte mitteleuropäische Art der Gattung. Die Art ist in der Grundfärbung strohgelb bis gelbbraun, mit einer schwach ausgeprägten dunklen Gitterzeichnung auf den Vorderflügeln, die selten ganz undeutlich sein kann. Die langen fadenförmigen Fühler sind weiß oder strohgelb, sie sind nie geringelt, tragen auf der Unterseite aber oft dunkle Punkte. Auch der Kopf ist blass ockergelb beschuppt, die Stirn rein weiß.
Für die Unterscheidung von ähnlichen und verwandten Arten ist der sogenannte Tornusfleck ein wichtiges Merkmal. Dabei handelt es sich um einen hellen Fleck am hinteren Außenrand des Vorderflügels, hinter dem Diskalfleck. Bei Nematopogon swammerdamella fehlt ein Tornusfleck. Unter den blassgelb (nicht graugelb oder ocker) gefärbten Nematopogon-Arten mit ungeringelten Fühlern ohne Tornusfleck ist Nematopogon argentellus ähnlich, diese Art besitzt aber nie eine dunkle Gitterzeichnung auf den Vorderflügeln. Nematopogon sericinellus aus Italien ist kleiner und ebenfalls ohne Gitterzeichnung.
Für eine sichere Bestimmung ist es in Zweifelsfällen erforderlich, die präparierten Genitalien des Männchens zu vergleichen.

### Raupen
Die Raupen sind gelblichweiß gefärbt, oft mit durchschimmernden inneren Organen. Der Kopf ist schwarzbraun und glänzend. Die drei Tergite (Rückenplatten) auf dem Rumpfabschnitt sind ebenfalls dunkler, sehr dunkel auf dem Pronotum, die beiden folgenden etwas heller. Die Segmentgrenzen des Hinterleibs sind an den ersten Segmenten oft etwas rötlich gefärbt. Wie alle Arten der Verwandtschaft lebt die Raupe in einem selbst gesponnenen Blattköcher am Waldboden. Bei den Raupen des letzten Stadiums ist der Köcher 10 bis 14 Millimeter lang. Er besteht aus vier bis sechs Paaren halbmondförmig zugeschnittener Blattausschnitte.

## Verbreitung
Der Gelbe Langfühler ist paläarktisch verbreitet. Die Art ist in Mittel- bis Nordeuropa weit verbreitet und in entsprechenden Lebensräumen meist häufig. In Nordeuropa kommt sie bis in den Norden Schwedens vor. Sie kommt im Osten und Süden bis Russland und bis Bulgarien auf dem Balkan vor. In der Schweiz erreicht sie Höhen von 1800 Metern.
Raupen der Art leben in Wäldern aller Art, von trockenwarmen Laubwäldern und Auenwäldern bis hin zu kühlen Nadelwäldern und Moorwäldern.
Der Falter fliegt vor allem in lichten Wäldern.

## Lebensweise
Die Flugzeit der Art beginnt in der Schweiz Mitte April und dauert in den Hochlagen bis Ende Juni. Für Frankreich wird eine Flugzeit von April, mit Höhepunkt im Mai, selten bis in den Juni, angegeben, für Schweden von April bis Juli.
Weibchen bohren ihre Eier mit ihrem Ovipositor einzeln, jedoch oft nahe benachbart in Stängel krautiger Waldbodenpflanzen ein, genannt sind etwa Walderdbeere, Wiesen-Labkraut, Gundermann, Gefleckte Taubnessel. Die ausgeschlüpften Eiraupen ernähren sich zunächst vom Pflanzensaft und weichem Gewebe, das befallene Gewebe stirbt anschließend in der Regel ab (alte Angaben über Minieren in Laubblättern sind irrtümlich). Nach der ersten Häutung, nach etwa einer Woche, bauen die Raupen einen ersten Köcher. Dieser besteht aus zusammengefügten Stücken ihres eigenen, trockenen und krümeligen Kots. Dazu nagt sie erst ein Loch durch die Stängelwand und baut außen den Köcher, sie spinnt das entstehende Gehäuse dabei außen daran fest. Ist das Gehäuse fertig, lässt sie sich damit zu Boden fallen. Sie ernährt sich anschließend von trockenem Falllaub weiter. Nach etwa vier Tagen beginnen die kleine Raupen, erste Blattabschnitte auszunagen und den Köcher damit zu vergrößern. Nach weiteren etwa vier Tagen besteht er nur noch aus diesen Blattstückchen. Der Blattköcher besteht aus exakt zugenagten, halbmondförmigen Blattstücken von trockenem Falllaub. Es werden verschiedene Laubarten, sowohl als Nahrung wie für den Köcherbau, angenommen, aber Buchenlaub offensichtlich bevorzugt. Die wachsende Raupe vergrößert den Köcher durch Anbau neuer Blattstückchen am breiteren Ende. Der fertige Köcher besteht aus einer unterschiedlichen Anzahl, meist vier überlappenden Blattabschnitten jeweils auf der Bauch- und der Rückenseite, er ist also breit und flach. Verliert die Raupe ihr Gehäuse, kann sie kein vollständig neues bauen und stirbt. Die Raupen fressen in der Laubstreu. Sie entwickeln sich recht langsam, über zwei Jahre. Normalerweise überwintern sie am Waldboden zweimal. Nach der zweiten Überwinterung findet keine Nahrungsaufnahme mehr statt. Die Verpuppung erfolgt im Larvengehäuse im Herbst oder im folgenden Frühjahr.

## Taxonomie und Systematik
Die Art wurde von Carl von Linné als Phalaena (Tinea) swammerdamella erstbeschrieben. Über die Schreibweise des Artnamens besteht keine Einigkeit, einige Autoren gleichen ihn an das Geschlecht des Gattungsnamens an und schreiben den Artnamen als Nematopogon swammerdamellus. Ein Synonym ist nach verbreiteter Auffassung Nemophora reaumurella Peyerimhoff, 1870. Patrice Leraut hat diese allerdings in einer Arbeit von 2012 als Unterart Nematopogon swammerdamella reaumurella neu beschrieben. Diese soll sich durch dunkel gelbbraun gefärbte Vorderflügel von  der typischen Nematopogon swammerdamella unterscheiden und in Südfrankreich verbreitet sein.
Die Gattung Nematopogon bildet mit Ceromitia (und möglicherweise einigen wenig bekannten Gattungen) die Unterfamilie Nematopogoninae innerhalb der Adelidae. Innerhalb der Adelidae stehen sie relativ isoliert und basal. In der klassischen Analyse von Nielsen 1985 umfasste die Gattung 13 Arten, seither wurden zwei neue Arten aus Italien neu beschrieben bzw. neu validiert.